# Vágs-fjord
A Vágs-fjord  (feröeriül: Vágsfjørður, dánul: Våg Fjord) egy fjord Feröeren. Suðuroy szigetébe nyúlik be keleti irányból, a sziget déli részén.

## Földrajz
A fjord mellékága a Lopransfjørður.
A Vágs-fjord partján fekvő települések (észak felől az óramutató járásával ellentétes irányban): Porkeri, Nes, Vágur, Lopra (a Lopransfjørður partján), Akrar.

## Történelem
1958 májusában a fjord vizébe fulladt Ruth Smith festőművész.

## Közlekedés
A fjord végénél, Vágar településen található a Vágari kikötő. A kikötőmedence mélysége 10-15 méter.

## Sport
A fjord vizén vízi sportok űzésére van lehetőség (motorcsónakozás, vízisízés).